# Maria Vladimirovna, Mare Ducesă a Rusiei
Maria Vladimirovna, Mare Ducesă a Rusiei (rusă Мари́я Влади́мировна Рома́нова; n. 23 decembrie 1953, Madrid), este pretendentă la șefia Casei Romanov. Ea a folosit titlul de Mare Ducesă a Rusiei și Alteță Imperială de-a lungul întregii ei vieți deși titlul a fost disputat. Maria Vladimirovna este stră-strănepoata pe linie masculină a împăratului Alexandru al II-lea al Rusiei.

## Biografie
Maria Vladimirovna s-a născut la Madrid. A fost singurul copil al Marelui Duce Vladimir Kirillovici al Rusiei, șeful Casei Imperiale a Rusiei, și a Leonidei Georgievna, Mare Ducesă a Rusiei (Prințesa Leonida), care aparținea nobilimii georgiene-poloneze. Bunicii paterni au fost Marele Duce Kiril Vladimirovici al Rusiei și Marea Ducesă Victoria Fiodorovna (sora reginei Maria a României). Nașul ei a fost Prințul Nicolae al României iar nașa, regina Ioana a Bulgariei. Maria a fost educată la Madrid și Paris, înainte să studieze istoria și literatura rusă la Universitatea Oxford.
La 23 decembrie 1969, la atingerea majoritate ei dinastic, Maria a jurat loialitate față de tatăl ei, Rusiei, și s-a obligat să respecte legile fundamentale ale Rusiei care reglementează succesiunea la tron. În același timp, tatăl ei a emis un decret controversat recunoscând-o ca moștenitoare prezumtivă.
La 22 septembrie 1976, la Madrid, ea s-a căsătorit cu Prințul Franz Wilhelm al Prusiei, vărul ei de gradul al treilea. El era strănepot al ultimului împărat al Germaniei, Wilhelm al II-lea și stră-stră-strănepot al reginei Victoria. Franz Wilhelm s-a convertit la credința ortodoxă înainte de nuntă, luând numele de Mihail Pavlovici și primind titlul de Mare Duce al Rusiei de la tatăl Mariei.
Cuplul s-a separat în 1982, la un an după nașterea singurului lor copil, Marele Duce George Mihailovici. În urma divorțului din 19 iunie 1985, Franz Wilhelm a revenit la numele prusac și la titlul său.
Maria Vladimirovna trăiește în Franța și Spania. Ea vorbește fluent rusa, engleza, franceza și spaniola. De asemenea vorbește germana, italiana și araba.

### Pretenția la succesiune
Când Vladimir Kirillovici a murit la 21 aprilie 1992, fiica lui Maria a pretins șefia Casei Romanov ca singurul copil al ultimului dinast pe linie masculină a Casei Imperiale Ruse. Deși statutul Asociației familiei Romanov (RFA), care reprezintă pe toți ceilalți membri de rang înalt ai familiei Romanov, afirmă premisa că forma de guvernare a Rusiei ar trebui să fie stabilită în mod democratic și că, prin urmare, Asociația și membrii săi se angajează să nu adopte nici o poziție cu privire la orice pretenții la tronul imperial, ultimii doi președinți s-au opus  pretențiilor Mariei: Nicolae Romanov, care și-a menținut propriile pretenții la statutul dinastic și la șefi familiei Romanov, a declarat: "Aplicând cu strictețe Legile Paveline, cum au fost ele modificate în 1911 la toate căsătoriile de rang egal, situația este foarte clară. În momentul de față, nici unul dintre Împărații sau Marii Duci ai Rusiei nu au lăsat descendenți în viață cu drepturi de necontestat la tronul Rusiei". Fratele său mai mic și succesorul în calitate de președinte ales al RFA, Dimitri Romanov, a declarat despre asumarea titlurilor de către Maria, inclusiv a celui de "de jure împărăteasă a tuturor rușilor", că "se pare că nu există limite în această șaradă".
În 1911 când un membru al familiei din partea maternă a Mariei Vladimirovna, Prințul Constantin Alexandrovici Bagration-Mukhranski (care aparțiea Casei de Bagration care a domnit în Georgia până la anexarea de către Imperiul Rus în anii 1800) s-a căsătorit cu Prințesa Tatiana Constantinovna a Rusiei în 1911, Nicolae al II-lea i-a cerut ei să renunțe la drepturile asupra tronului imperial.
În urma descoperirii rămășițelor împăratului Nicolae al II-lea, și cea mai mare parte a familiei sale, în 1991, Maria Vladimirovna a scris președintelui Boris Elțîn, în ceea ce privește îngroparea rămășițelor, spunând că verișorii ei Romanov, pe care ea nu îi recunoaște în calitate de membri ai Casei Imperiale (inclusiv pe nepoții surorii țarului Nicolae al II-lea, Marea Ducesă Xenia), că aceștia "nu au nici cel mai mic drept de a vorbi pe această chestiune. Ei pot doar merge și să se roage la mormânt, la fel ca orice alt rus, care dorește acest lucru". La porunca Bisericii Ortodoxe Ruse, Maria nu a recunoscut autenticitatea rămășițelor și a refuzat să participe la ceremonia de reînhumare în 1998. Ea a spus, de asemenea, în ceea ce privește pe unii dintre verișorii ei Romanov, că "Sentimentul meu despre ei este că, acum când ceva important se întâmplă în Rusia, ei s-au trezit dintr-o dată și au spus, "Ah! Ar putea fi ceva de câștigat din asta".
Recunoașterea în martie 2013 a pretenției sale de către șeful Bisericii Ortodoxe Ruse, Patriarhul Kirill I al Moscovei, pare să fi atras susținători suplimentari. Într-un interviu, el a respins cu fermitate pretențiile celorlalți descendenți Romanov și a declarat: "Astăzi, niciuna dintre aceste persoane care sunt descendenți ai Romanovilor nu sunt pretendenți la tron rus. Dar, în persoana Marii Ducese Maria Vladimirovna și a fiul ei, George, succesiunea Romanovilor este păstrată — nu numai tronul imperial rus, dar și istoria însăși". În decembrie 2013 Marea Ducesă Maria Vladimirovna a vizitat Statele Unite, la cererea Bisericii Ortodoxe Ruse din Afara Granițelor, care a primit-o cu onoruri depline și recunoașterea ca șef al Casei Imperiale Ruse.